# Кітсеп (округ, Вашингтон)
Шаблон:StateAbbr_ 47°38′ пн. ш. 122°39′ зх. д. / 47.64° пн. ш. 122.65° зх. д.
Округ  Кітсеп (англ. Kitsap County) — округ (графство) у штаті Вашингтон, США. Ідентифікатор округу 53035.

## Історія
Округ утворений 1857 року.

## Демографія
За даними перепису 2000 року загальне населення округу становило 231969 осіб, зокрема міського населення було 186096, а сільського — 45873. Серед мешканців округу чоловіків було 117510, а жінок — 114459. В окрузі було 86416 домогосподарств, 61344 родин, які мешкали в 92644 будинках. Середній розмір родини становив 3,05.
Віковий розподіл населення поданий у таблиці:
| Стать    | До 15 років | 15-21 | 22-29 | 30-39 | 40-49 | 50-65 | 65-85 | Понад 85 |
| -------- | ----------- | ----- | ----- | ----- | ----- | ----- | ----- | -------- |
| Чоловіки | 26420       | 12737 | 12427 | 18017 | 19015 | 18348 | 9613  | 933      |
| Жінки    | 24778       | 10765 | 10364 | 17022 | 19400 | 18123 | 11859 | 2148     |

## Суміжні округи
- Айленд — північний схід
- Сногоміш — схід
- Кінг — схід/південний схід
- Пірс — південь/південний схід
- Мейсон — південний захід
- Джефферсон — північний захід

## Виноски
1. ↑  U.S. Decennial Census. United States Census Bureau. Архів оригіналу за 26 квітня 2015. Процитовано 7 січня 2014.
2. ↑  Historical Census Browser. University of Virginia Library. Архів оригіналу за 30 травня 2019. Процитовано 7 січня 2014.
3. ↑  Population of Counties by Decennial Census: 1900 to 1990. United States Census Bureau. Архів оригіналу за 2 лютого 2019. Процитовано 7 січня 2014.
4. ↑  Census 2000 PHC-T-4. Ranking Tables for Counties: 1990 and 2000 (PDF). United States Census Bureau. Архів оригіналу (PDF) за 18 грудня 2014. Процитовано 7 січня 2014.
5. ↑  State & County QuickFacts. United States Census Bureau. Архів оригіналу за 7 червня 2011. Процитовано 7 січня 2014.(англ.) Наведено за англійською вікіпедією.
6. ↑  American FactFinder. Бюро перепису населення США. Архів оригіналу за 29 липня 2011. Процитовано 31 січня 2008.

| США | Це незавершена стаття з географії США. Ви можете допомогти проєкту, виправивши або дописавши її. |